# 阿伊特布馬赫迪
36°30′03″N 4°12′00″E / 36.5009°N 4.2000°E

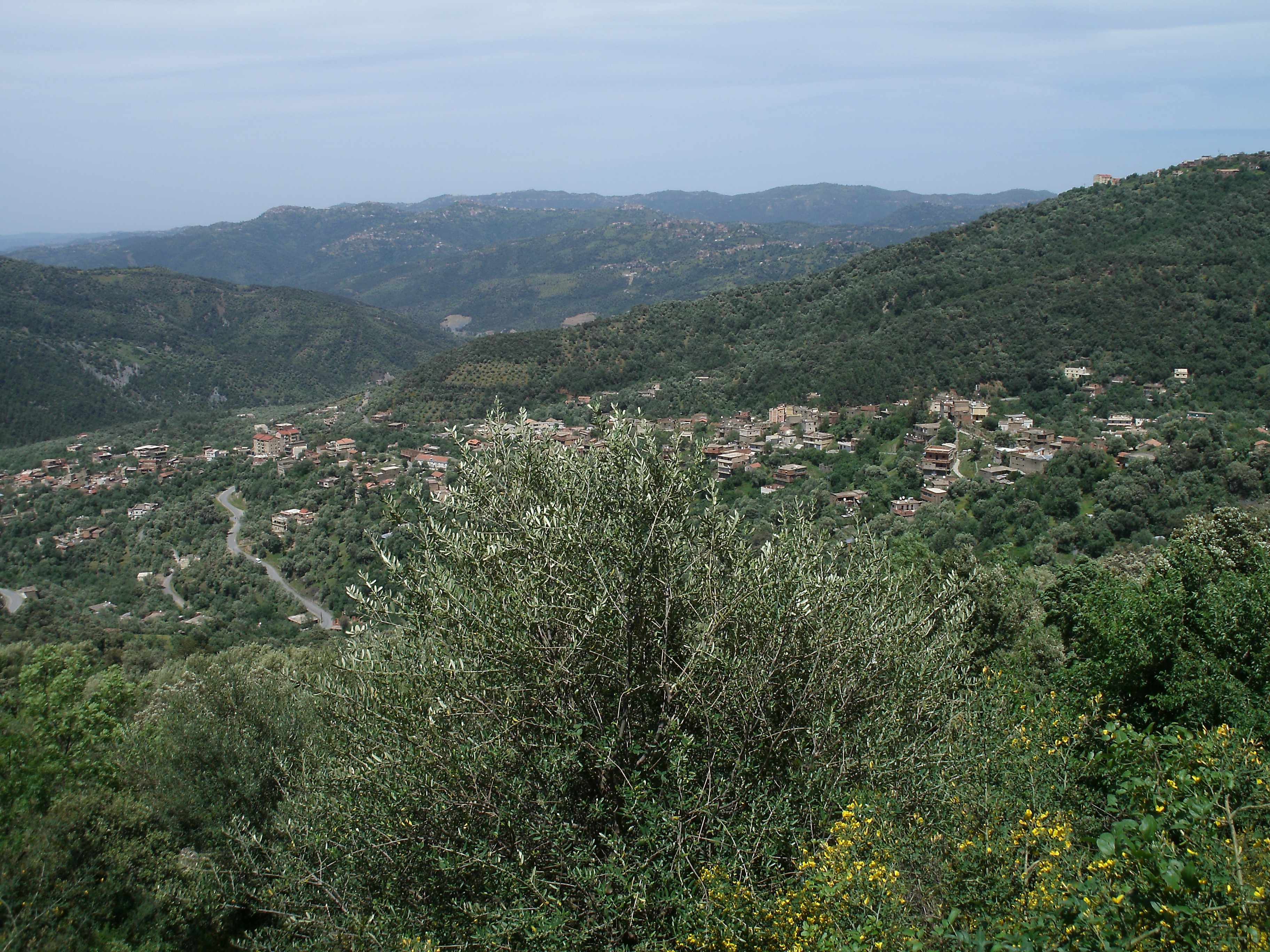
阿伊特布馬赫迪

阿伊特布馬赫迪（阿拉伯语：أيت بومهدي），是阿爾及利亞的城鎮，位於該國北部的提濟烏祖省，由瓦齊夫區負責管轄，面積23平方公里，2008年人口6,113，人口密度每平方公里263人。